# Trófeabírálat
A vadászok kezdetben szubjektív alapon, "szemre" hasonlították össze az agancsokat, majd egyre inkább előtérbe került a mérhető módon való kifejezés igénye. Erre szolgál a trófeabírálat egységesítésének kidolgozása.

## Előzmények
A szarvasagancsok bírálati képletét 1925-re Nadler Herbert dolgozta ki, és ez 1937-ben nyerte el végleges formáját (Nadler-Képlet). Rendszerét a percentuális egyensúly jellemzi az egyes szépségtényezők súlyozott figyelembevételével. Ez a képlet szolgált a későbbi nemzetközi bírálati képlet alapjául is, amelyet az 1937-ben Berlinben rendezett Nemzetközi Vadászati Kiállításon a Nemzetközi Vadászati és Vadvédelmi Tanács (Conseil International de la Chasse et du Conservation du Gibier, rövidítve: CIC) javaslatára fogadtak el CIC-képlet néven. Ezt a képletet 1952-ben módosították, majd 1954-ben a düsseldorfi kiállításon véglegesítették, s nemzetközi bírálati képletté nyilvánították.
Egyben a CIC a düsseldorfi nemzetközi kiállításon minden vadfajra nemzetközi bírálati képletet állapított meg, amelyeket kisebb módosításokkal azóta is használnak. Magyarországon – a szarvasagancsot kivéve – az ott megállapított képletekkel bírálnak el minden trófeát, kivétel a szarvasagancs, melynek hivatalos bírálata a nemzetközi és a Nadler-képlettel is megtörténik.
Az első hazai trófeakiállítást 1871-ben rendezték a budapesti Lovardában, majd ezt követően évente rendeztek őszi trófeabemutatót. Kiemelkedő az 1891. évi kiállítás, amelyen az előző 10 év díjazott trófeáit mutatták be és ugyancsak jelentős a Millenniumi kiállítás is (1896). A trófeabemutatók sorát az első világháború megszakította, majd 1925 és 1944 között újra éledtek a kiállítások.
A második világháborút követően Magyarországon csupán egy igazán nagy kiállításra került sor, ez az osztatlan sikert arató 1971-es Vadászati Világkiállítás volt.
Híres nemzetközi kiállítások voltak a következő városokban: Bécs (1910), Berlin (1937) és Düsseldorf (1954).
Magyarországon 1958-tól kezdődően az Erdészeti Tudományos Intézet keretében kezdett működni egy trófeabíráló bizottság. Az Országos Trófeabíráló Bizottság 1963-ban alakult meg, majd 1969-ben jöttek létre a Megyei Trófeabíráló Bizottságok. Az összes elejtett és elhullott gím-, dám- és őzagancs, mufloncsiga és 12 cm-nél hosszabb vadkan trófea kötelező bemutatást 1970-től rendelet írja elő. A trófeabírálati adatokat az Országos Vadgazdálkodási Adattár gyűjti.

## Adámszarvasbírálata
1.	A szárhosszakat az őz- és a szarvasagancshoz hasonlóan a koszorúk alsó peremétől mérjük, a külső oldalon, a középvonalban, egészen a zárt lapát legmagasabb pontjáig. Az agancsszárak hosszába tehát nem mérhető bele a csipkézet, és azok a keskeny lapátrészek sem, amelyeknek a szélessége nem haladja meg a lapát legnagyobb szélességének a felét. Miután többszöri próbaméréssel megállapítottuk a zárt lapát legmagasabb pontját, a két szár cm-ben mért átlaghosszának a fele adja a pontértéket. (Zárt lapát alatt a csipke nélküli lapos agancsrész értendő):
2.	A szemágak mérését a szarvasaganccsal azonos módon végezzük. A koszorúk felső pereme alól kiindulva vezetjük a mérőszalagot az ágak külső görbületén az ághegyek végéig. A cm-ben mért átlaghosszúság egynegyede a pontérték.
3.	A lapát hosszának a méréshez meg kall állapítani a lapát kezdetét. Ez a pont általában a sarkantyúk alatt található, ott, ahol a szár körmérete legalább 1 cm-rel nagyobb, mint a szár legvékonyabb részén mért körméret. Ettől a ponttól kiindulva vezetjük a mérőszalagot a lapát hajlásának megfelelően az előbb megállapított zárt lapát legmagasabb pontjáig. A tized centiméter pontossággal kiszámított átlaghossz adja a lapáthossz pontszámát.
4.	A koszorúk (rózsák) a középvonalban körbemérjük, az esetleges beöblösödéseket meghúzott mérőszalaggal áthidaljuk. Az átlagkörméret centimétereinek száma a pontszám.

5.	–6. A szemág és a középág közötti körméretet a száruk legvékonyabb helyén mérjük. A tized centiméter pontossággal mért körméretek külön-külön adják a pontértékeket.

7.	–8. A középág és a lapát közötti szárkörméreteket ugyancsak a legvékonyabb helyen mérjük: külön-külön adják a pontszámot. Ha a körméret nem mérhető, mert a lapátalakulás közvetlenül a középágtól indul, akkor a felső körméret értékét úgy állapítjuk meg, hogy az alsó körméret értékéhez hozzáadunk 1 cm-t.

9.	A lapát szélességén a zárt lapát legszélesebb helyén mért kerületének felé értjük. Ezt a csipkék között – erősen rászorított szalaggal – állapítjuk meg, a hossztengelyre merőleges vonalban. A centiméterben mért átlagszélességet megszorozzuk 1,5 –del, az eredmény adja pontértéket.

10.	A tömeget kg-ban mérjük és a kiskoponyás tömeget vesszük alapul az őz- és szarvasagancshoz hasonlóan. A száraz nagykoponyás tömegből 0,25 kg-ot kell levonni. A frissen lefőzött nagykoponyás agancs tömegből 24 órás száradás után a következő értékeket kell levonni:
- 2 kg agancstömegig	0,30 kg
2-3 kg agancstömegig	0,35 kg
3-4 kg agancstömegig	0,40 kg
4,1 kg-tól felfelé	0,45 kg

A helyesen megállapított tömeg kétszerese adja a pontértéket.

11.	A színre 0-2 pontig adható szépségpont tizedpontokban, attól függően, hogy a lapát színe fakó, világos, átlagos barna vagy szép sötétbarna.

12.	Az ágvégekre (csipkézet) 0-6 pont adható tizedpontokban. A csipkézet akkor szép, ha a közepes hosszúságú ágak egyenletesen szegélyezik a zárt lapátrészt.

13.	A tömeg, az alak szabályosságra 0-5 pont adható tizedpontokban, attól függően, hogy a lapátok mennyire szimmetrikusak, terebélyesek és azért a lapátok hosszúsági és szélességi méretei arányosak-e.

14.	A terpesztést a zárt lapátok belső középvonalában mérjük, a koponyatető síkjával párhuzamosan. A legnagyobb belső távolság általában a felső harmadban mérhető. A jó terpesztésért külön szépségpont nem adható, viszont büntetőpont jár az elégtelen terpesztésért a következő adatok alapján amit az összpontszámból le kell vonni.
Levonás a terpesztésre (a szárhossz százalékában):
- 85% alatt	1 pont
80% alatt	2 pont
75% alatt	3 pont
70% alatt	4 pont
65% alatt	5 pont
60% alatt	6 pont

15.	Hibás lapátért levonandó 0-10 pont, attól függően, hogy a lapát erősen öblös, formátlan, erősen hasadó stb.

16.	A hibás, pudvás, töredezett lapátélekért további 0-2 pont vonható le.

17.	Az egyéb szabálytalanságokért, ághiányért, bántó aszimmetriáért, szabálytalan kinövésekért levonható még 0-6 pont.

## Agímszarvasbírálata
1.	A szárhosszak mérését a koszorúk (rózsák) alsó peremétől kezdjük, és a mérőszalagot szorosan a szárhoz szorítva végigvezetjük a szár középvonalában – külső oldalon – egészen a leghosszabb koronaág hegyéig.

A tized centiméter pontossággal mért szárhosszak átlagának a fele adja a pontszámot.

2.	A szemágak hosszát a koszorúk felső peremétől kiindulva mérjük – a külső oldalon – az ágak hegyéig. Ha a tized centiméter pontossággal megállapított átlaghosszat elosztjuk néggyel, az eredmény adja a pontszámot.

3.	A középágak hosszát a szártól való kiindulás helyétől kell mérni – a külső oldalon – az ágak hegyéig, tized centiméter pontossággal. Ha az átlag hosszat elosztjuk néggyel az eredmény adja a pontszámot.

4.	A koszorúk (rózsák) körméret a perem középvonalán kell mérni tized centiméter pontossággal. A két körméret átlaga adja a pontszámot.

5.	–6. A szárak alsó körméretét a számág és a középág közötti a legvékonyabb helyen kell mérni, függetlenül a jégág elhelyezkedésétől. (Néhány próbaméréssel határozhatjuk meg a legkisebb körméret helyét.)

A két (tized centiméter pontossággal mért) körméret – külön-külön – adja a pontszámot.

7.	–8. A szárak felső körméretét a középág és a korona között a legvékonyabb helyen kell mérni. Az esetleges vendégág jelenléte esetén a középág és a vendégág közötti legvékonyabb helyen mérjük a körméretet, mivel minden középág fölötti ág a koronához számít. A pontértéket – az alsó körmérethez hasonlóan – a két legkisebb körméret adja.

9.	A képletben kiskoponyával mért agancstömeg szerepel. Egész koponya esetén a tömegből 0,7 kg-ot kell levonni. Ha a bírálat a kifőzést követő 8 napon belül történik, a beszáradásra ajánlatos még a következő levonást alkalmazni:
- 4-6 kg agancstömegig	0,3 kg
6-8 kg agancstömegig	0,4 kg
8-10 kg agancstömegig	0,5 kg
10 kg-nál nagyobb agancstömegnél	0,6 kg

10.	Minden ág egy pontot ér. Az ágak számának megállapításakor minden 2 cm-nél hosszabb ágképződmény ágnak minősül, még akkor is, ha az egy letört ág 2 cm-nél hosszabb maradványa.

11.	A mesterségesen festett vagy háncsban levő agancs színe: nulla pont.

12.	A gyöngyözés akkor szép, ha a középnagy gyöngyök körben egyenletesen borítják a szárakat és az ágak alsó harmadát.

13.	A terpesztés méretét a koponyatető síkjával párhuzamosan kell végezni, a szárak legnagyobb belső távolsága között. Ellentétben az őzaganccsal, a terpesztés az ághegyek között nem mérhető, hanem csak az első korona elágazásánál. A pontszámot úgy számítjuk ki, hogy a cm-ben mért terpesztést megszorozzuk 100-zal és elosztjuk az átlagszárhosszal. A kapott százalékból a képlet segítségével megállapítható a pontérték.

14.	A koronát szubjektív módon értékelik. Gyilkos vagy kétoldali villás koronáért nulla pont jár. A maximális 10 pont csak a kivételesen nagy, a legalább 5-5 hosszú ágú koronával rendelkező agancs kaphatja.

15.	A jégág pontszáma nem számítás eredménye, hanem szubjektív módon ítélhető meg.
Ha egy jégág van, és ez 20 cm-nél hosszabb vagy két jégág van, de egyik sem hosszabb 10 cm-nél, legfeljebb 1 pont adható. A két hosszú, a szem- és középággal arányos jégág értéke 2 pont.

16.	Az egészséges, fényes, fehérre csiszolt ágakért adható meg a 2 pont.
Ha az 1-16 pontok alatt kiszámított értékeket összeadjuk, megkapjuk az agancs pontértékét. Ebből 0-3 pont levonható a feltűnően szabálytalan formáért vagy torzulásért stb.

## Amuflonkosbírálata
1.	A csigák hosszának méretét a homlokcsonttól kiindulva vesszük fel.
A külső görbület középvonalában, a legnagyobb köríven végigvezetett mérőszalaggal, a szarv hegyéig.

2.	–4. A szarv körméretének méréséhez a két csiga hosszából meghatározzuk a harmadokat (mindkét csigánál külön-külön) és krétával megjelöljük. A harmadolást a bázistól, vagyis a homlokcsonti széltől kiindulva végezzük, a hosszméréshez hasonlóan.
A tized centiméter pontossággal megállapított hat körméretértéket harmadonként átlagoljuk, és az így kapott három eredmény adja a pontszámot. (A számítást század centiméter pontossággal végezzük.)

5.	Terpesztés alatt a két szarv külső pontja között mért legnagyobb távolságot értjük, függetlenül attól, hogy ez a két pont a szarvak külső felületén vagy körívén, vagy a kiforduló szarv végén van. Leghelyesebb a terpesztés tolómércével (subler) vagy faátlalóval mérni.

6.	A szín megítélése szubjektív alapon történik, és maximum 3 ponttal értékelhető.
- Világos (sárgás) szín	1 pont
Barna (sárgás) szín	2 pont
Sötétbarna (feketés) szín	3 pont

Természetesen tizedespontokat is adhatunk.

7.	Gyűrűződés alatt a szarvon haránt irányban futó barázdák alakulását értjük. Ezt a leghelyesebb a második harmad barázdáltsága alapján elbírálni. Támpontként javasolható hogy számoljuk meg ebben a harmadban egy 5 cm-es szakaszra jutó barázdák számát. 4-5 barázdás gyenge, 5 8 barázdásig közepes, 8 barázda fölött szép sűrűnek ítélhetjük meg a barázdáltságot, amelyre 1-3 pont adható, 0,5 pont különbséggel.
Természetesen nemcsak a barázdák száma, hanem mélysége, szép futása és egyöntetűsége is befolyásolja az adható pontszámot.

8.	A csavarodottság a szarvak ívelését és növekedési irányát jelenti. Ideális a csavarodottság, ha az ívben kettős törés van, tehát spirálvonalat ír le a szarv, a nyaktól kellő távolságra és a szarvhegy kifelé irányul.

9.	Az 1-8. pont alatt felsoroltak számértékének összege adja a muflontrófea pontértékét. Ebből a pontszámból különböző hibás szarvalakulások aszimmetria vagy sérülés esetén azonban le kell vonni 0,5-5,00 pontot. A kicsi, egy-két centiméteres törés nem hiba.

## Avadkanagyarbírálata
1.	A nagy agyarak hosszát a külső görbületre szorosan ráfektetett mérőszalaggal mérjük, az agyar gyökérrészétől kiindulva a hegyéig, tized centiméter pontossággal.
A két hosszadat század centiméter pontossággal kiszámított átlaga adja a pontszámot. (Törött végű agyaron csak a ténylegesen mérhető agyarrészt vehetjük figyelembe.)

2.	A nagy agyar szélességét a legszélesebb helyen mérjük tolómércével vagy körzővel, tized milliméter pontossággal. Mérőszalaggal mérve pontatlan eredményt kapunk. A két szélességi méret milliméter pontossággal kiszámított átlagértékét szorozzuk 3-mal, az eredmény adja a pontszámot. Rendellenesen kiálló csontkinövés (sérülés) nem mérhető a szélességbe.

3.	A kis agyarak körméretét a legvastagabb helyen mérjük, lehetőleg 0,5 cm-nél nem szélesebb acél mérőszalaggal. Mindkét kis agyar tized centiméter pontossággal mért körmérete külön-külön adja a pontszámot.(Rendellenes csontkinövés, sérülés nem mérhető a vastagságnál.)

4.	A szépségpontokat szubjektív alapon ítéljük meg. A bírálat megkönnyítése végett a legújabb CIC-határozat szerint az max. 2 ponttal, a kis agyarak max. 3 ponttal értékelhetők. (A két érték együtt adja a max. 5 pontot.)

5.	A hibákért levonható pontérték nagyon jelentős, mivel összesen 10 pontig terjedhet.
A levonás mértékének megítéléséhez a következő felsorolás az irányadó:
- A nagy agyarak eltérő hosszáért, szélességéért és ívéért legfeljebb 3 pont vonható le.
A kis agyarak eltérő hosszáért és ívéért legfeljebb 3 pont vonható le.
A nagy és kis agyarak közötti szembetűnő aránytalanságért legfeljebb 1 pont vonható le.
A kis agyarak koptatójának elégtelen hosszáért: 4 cm alatt levonható 1,5-3 pont, 4-5 cm-ig 0,5-1 pont.

## Azőzagancsbírálata
1.	A mérőszalag kezdő végét odafogjuk a koszorú (rózsa) alsó pereméhez, innen kiindulva vezetjük végig a mérőszalagot a szár külső oldalának középvonalán a középső ág hegyéig. A koszorú felső pereménél a mérőszalagot a szárhoz szorítjuk anélkül, hogy a koszorú és a szár közötti öblösödésbe benyomnánk. A két szárhossz centiméterben mért hosszát összeadjuk, és elosztjuk kettővel, így megkapjuk az átlagszárhosszat, amelynek fele az érdemelt pontszám.

2.	A képletben a kiskoponyával mért agancstömeg szerepel. A nagykoponyás agancsból 90 gr-ot le kell vonni. A képlet a teljesen beszáradt agancsra vonatkozik, ezért a frissen lefőzött agancs 24 órás száradás után lemért tömegéből 10%-ot le kell vonni a beszáradásra. Így nem érhet bennünket meglepetés akkor sem, ha az agancs csak 1-2 év múlva kerül kiállításra. A helyesen megállapított, gr-okban kifejezett agancstömeget megszorozzuk 0,1-del, és a kapott érték a pontszám.

3.	Az agancs köbtartalmát vízbe merítéssel, a vízkiszorítás mértékéből állapítjuk meg. A hivatalos bírálaton ezt az erre a célra készített mérleggel mérik. 
Saját célra megfelel a következő módszer:
Egy 10 l-es vödröt közel színültig megtöltünk vízzel, és ezt egy lehetőleg pontos mérlegre állítjuk (bolti vagy babamérleg). A mérlegre annyi súlyt rakunk, hogy a vízzel telt vödörrel a mérleg nullára álljon vissza. (A kitárázásra bármilyen anyagot használhatunk, pl. téglát, kockakövet). Ezután kézbe vesszük az agancsot és a koponyánál megtartva belenyomjuk az agancsszárakat a vízbe úgy, hogy a víz éppen ellepje a rózsa alsó peremét, de az agancs ne érjen a vödör falához. Az így mért tömeg közvetlenül a pontozáshoz használható köbtartalom értékét adja, amelyet gr-ban kifejezve 0,3-del meg kell szorozni, az kapott érték a pontszám. 
Ha nincs módunk a köbtartalommérésre, akkor számítással is megközelíthető értékhez jutunk a következő módon:
A gr-okban kifejezett tömegértéket megszorozzuk 0,23-dal, az így kapott eredmény a tömeg és a köbtartalom együttes pontszámát adja. (Pl.: egy 450 gr-os agancs esetében a tömeg és a köbtartalom együttes pontszáma 450 × 0,23 = 103,5 pont.)

4.	A szín értékelésére a következő felsorolás ad útmutatást:
- Világos vagy mesterségesen festett	0 pont
Sárgás vagy világosbarna	1 pont
Közepesbarna	2 pont
Sötétbarna, de kissé foltos, fény nélküli	3 pont
Egyenletes sötétbarna, majdnem fekete, selyemfényű	4 pont

5.	A gyöngyözés egyértelműen való megítélése elég nehéz, mivel a gyöngyözöttség mértéke és a gyöngyök formája nagyon változó. Általában akkor beszélünk ideális gyöngyözöttségről, ha a középnagy gyöngyök egyenletesen körben borítják a szárakat, úgy, hogy az ágak alsó harmadára is kiterjednek.

6.	A koszorú (rózsa) elbírálása is szubjektív alapon történik. Ideálisnak nevezzük a terebélyes széles körben egyenletes (nem szakadozott) gyöngyözött koszorút.

7.	A terpesztés a két szár egymástól való legnagyobb belső távolsága, a koponyatetővel párhuzamos síkban mérve. A mérés helye aszerint változik, hogy elölnézetből milyen a szárak vonala. A szétálló, egyenes növésű agancsoknál a középső ágak hegyén, az abroncsos állású, fölül összehajló formánál pedig a felső harmadban a két szár között mérhető a legnagyobb távolság. 
A terpesztés mértékét a szár hosszának százalékában fejezzük ki úgy, hogy a terpesztés centimétereinek számát szorozzuk 100-zal, és elosztjuk az átlagos szárhosszal.
A kapott százalékból a következő felsorolás segítségével állapítható meg a pontérték. A terpesztés:
- Nagyon szűk, ha a szár hosszának 30%-ánál kevesebb	0 pont
Szűk, ha a szár hosszának 30-35%-a	1 pont
Közepes, ha a szár hosszának 35-40%-a	2 pont
Jó, ha a szár hosszának 40-45%-a	3 pont
Nagyon jó, ha a szár hosszának 45-75%-a	4 pont
Túlterpesztett, ha 75%-on felüli	0 pont

8.	Ideálisnak mondjuk az erős ágú, egészséges csontanyagú világos, fényesre csiszolt, hegyes ágvégű agancsokat. Ilyen esetben adható meg a maximális 2 pont.
A tompa, pudvás végű, gyengén fejlett ágakért nem adható pont, a közepesen fejlett, ép, de nem fényesre csiszolt ágakért 1 pont jár. A verekedés következtében kissé lepattant ághegy nem minősül hibának.

9.	Az őzagancs formáját elől és oldalnézetből vizsgáljuk. A forma a legjelentősebb szépségtényező. Értékeléskor a terpesztést nem vesszük figyelembe, mivel azt külön bíráljuk el.
A formáért adható pontértéket a következő tényezők szabják meg: szimmetria, a szárak ívelése, a szárak erőssége, az ágak erőssége, az ágak nagysága és elhelyezkedése a száron (tűzés). Mindezek figyelembevételével ideális formájúnak nevezzük az olyan szabályos „hatos” agancsot, amelynek szép ívelésű erős szárain jól tűzött  hosszú (legalább 6 cm-es) ágak helyezkednek el. Az ilyen agancs kaphatja meg a maximális 5 pontot a formáért. A forma értékelésével a bírálat befejeződik.

Az 1-9. Pont alatt megállapított számértékeket összeadjuk, és a megkapott eredmény egyenlő az agancs pontértékével.

10.	A szabálytalan, torz alakulásokért a pontszámból levonható maximum 5 pont (hibapont).